# Juan Carlos Ramírez
Juan Carlos Ramírez Ayala (né le 22 mars 1972 à Medellín en Colombie) est un joueur de football international colombien, qui évolue au poste de milieu de terrain.

## Biographie

### Carrière en sélection
Avec l'équipe de Colombie, il dispute 24 matchs (pour aucun but inscrit) entre 1999 et 2005. Il figure notamment dans le groupe des sélectionnés lors de la Copa América de 1999 et de 2001.
Il participe également à la Gold Cup de 2005.

## Palmarès
Colombie
- Copa América (1) :
  - Vainqueur : 2001.